# Црква Светог пророка Илије у Помазатину
Црква Светог Пророка Илије се налазила у Помазатину, насељеном месту на територији општине Косово Поље, на Косову и Метохији. Припадала је Епархији рашко-призренске Српске православне цркве.
Црква посвећена Светом пророку Илији се налазила на левој обали Дренице, дванаест километара западно од Приштине. Подигнута је 1937. године, а први пут срушене 1941. године, па опет обновљена је 1964. године, да би у периоду 1982-1985. на цркви више пута ломљени врата и прозори.

## Разарање цркве 1999. године
На крову и са унутрашње стране паљена и делимично рушена минирањем након доласка британских снага КФОР-а.